# 伊普埃拉
伊普埃拉（葡萄牙語：Ipueira）是巴西北大河州的一个市镇。总面积127.347平方公里，总人口2051人，人口密度16.1人/平方公里。